# 薄 (姓)
薄（はく）は漢姓の一つ。『百家姓』の264番目の姓である。2020年の中華人民共和国の統計では人数順の上位100姓に入っておらず、台湾の2018年の統計では400番目に多い姓で、278人がいる。

## 著名な人物
- 薄姫 - 漢の高祖の側室、文帝の生母。
- 薄一波 - 中華人民共和国の政治家。
- 薄熙来 - 中華人民共和国の元政治家、薄一波の子。